# Cobanus seclusus
Cobanus seclusus là một loài nhện trong họ Salticidae.
Loài này thuộc chi Cobanus. Cobanus seclusus được Arthur Merton Chickering miêu tả năm 1946.